# Rezolucja Rady Bezpieczeństwa ONZ nr 351
Rezolucja Rady Bezpieczeństwa ONZ nr 351 została przyjęta bez głosowania 10 czerwca 1974 r.
Po przeanalizowaniu wniosku Bangladeszu o członkostwo w Organizacji Narodów Zjednoczonych, Rada zaleciła Zgromadzeniu Ogólnemu przyjęcie tego państwa do swojego grona.

## Źródło
- UNSCR - Resolution 351